# Pontificia accademia di San Tommaso d'Aquino
La Pontificia accademia di San Tommaso d'Aquino (in latino: Pontificia Academia Sancti Thomae Aquinatis) è un'accademia della Curia romana.
La sua missione specifica consiste nella ricerca, nella difesa e nella diffusione della dottrina del Tommaso d'Aquino, e, tenuto debito conto delle condizioni culturali odierne, "nel formulare con più diligenza quella parte della dottrina tomistica che tratta dell'umanità, dato che "le sue affermazioni sulla dignità della persona umana e sull'uso della sua ragione pienamente consono alla fede, fanno di San Tommaso un maestro per il nostro tempo" (Inter Munera Academiarum, n. 4).

## Storia
La Pontificia Accademia di San Tommaso d'Aquino venne fondata il 15 ottobre 1879 da Leone XIII, che ne approvò le leggi con breve del 9 maggio 1895. Il primo prefetto è stato il cardinale Giuseppe Pecci (1879-1890), noto tomista.
Nove anni dopo venne confermata da san Pio X con la sua lettera apostolica del 23 gennaio 1904. Benedetto XV la ampliò il 31 dicembre 1914 e Giovanni Paolo II la riformò il 28 gennaio 1999, con la lettera apostolica Inter Munera Academiarum, pubblicata a breve distanza dall'enciclica Fides et Ratio.
La Pontificia accademia di San Tommaso d'Aquino intende proporre san Tommaso come modello di insegnamento cristiano, ricercatore della verità, amante del bene e studioso di ogni tipo di sapere; essere al servizio di tutto l'insegnamento di san Tommaso d'Aquino secondo la tradizione cristiana e il magistero della Chiesa cristiana, come stabilito in special modo nelle encicliche Aeterni Patris e Fides et Ratio; spiegare, fin dove è possibile, il mistero della fede e i collegamenti analogici tra i suoi articoli di fede interni, secondo il pensiero di san Tommaso d'Aquino, onorandone allo stesso tempo il titolo di doctor communis; incoraggiare le interazioni tra fede e ragione e contribuire a incrementare il dialogo tra le scienze, la filosofia e la teologia; cooperare in uno spirito di amicizia con i membri delle altre accademie per promuovere la filosofia e la teologia cristiane; stimolare interazioni internazionali tra gli studiosi di san Tommaso d'Aquino e le sue opere; portare avanti il ruolo del pensiero tomistico nella società; promuovere gli studi tomistici e la comprensione delle idee di san Tommaso d'Aquino da parte del vasto pubblico; incoraggiare la ricerca sulle opere e sul pensiero di s Tommaso d'Aquino.
Fino al 1965 la presidenza dell'accademia era retta da un gruppo di cardinali. Paolo VI ha nominato il primo cardinale individuale come presidente, il Michael Brown, O.P. Alla sua morte nel 1971, la presidenza è rimasta vacante fino alla nomina del cardinale Mario Luigi Ciappi, O.P. nel 1979. Dopo la sua morte nel 1996, l'accademia è stata riformata. Si è deciso di rendere la presidenza quinquennale e di non affidarla esclusivamente ai cardinali. Il primo presidente dopo la riforma è stato padre Abelardo Lobato, O.P. (1999-2005).
Dal 6 novembre 2014 il presidente è padre Serge-Thomas Bonino, O.P.; dal 22 giugno 2016 il segretario è il presbitero Guido Mazzotta.

## Cronotassi

### Presidenti
- Mario Luigi Ciappi, O.P. (1979 - 1994 ritirato)
- Antonio Piolanti (1995 - 1998 dimesso)
- Abelardo Lobato, O.P. (1999 - 2005 dimesso)
- Edward Władysław Kaczyński, O.P. (29 marzo 2005 - 13 giugno 2009 dimesso)
- Lluís Clavell (13 giugno 2009 - 6 novembre 2014 dimesso)
- Serge-Thomas Bonino, O.P., dal 6 novembre 2014

### Segretari
- Marcelo Sánchez Sorondo (marzo 1999 - 22 giugno 2016)
- Guido Mazzotta (22 giugno 2016 - 25 novembre 2022)
- Luca Tuninetti, dal 25 novembre 2022